# 羅斯、斯凱和洛哈伯 (英國國會選區)
羅斯、斯凱和洛哈伯（英語：Ross, Skye and Lochaber），英國國會一郡選區，位於蘇格蘭高地議會區西南部。面積達12,000平方公里，是英國面積最大的選區。選區設於2005年。
1983年大選，社會民主黨（現自民黨）的查爾斯·肯尼迪在本區的前身首次當選。2010年大選中他以52.6%選票第六度連任，至2015年敗予蘇格蘭民族黨的柏家輝。

## 歷任議員
| 選舉 | 選舉 | 議員          | 黨籍         |
| ---- | ---- | ------------- | ------------ |
|      | 2005 | 查爾斯·肯尼迪 | 自民黨       |
|      | 2015 | 柏家輝        | 蘇格蘭民族黨 |